# Wioska tematyczna
Wioska tematyczna – kompleksowy projekt mający na celu ożywienie gospodarki wiejskiej poprzez integrację lokalnej społeczności wokół zagadnień związanych z określonym produktem, usługą lub kulturą danego regionu. Miejscowość, której rozwój podporządkowany jest konkretnemu pomysłowi, stanowiący swoisty produkt turystyczny, wokół którego tworzone są sposoby na alternatywne dochody mieszkańców.

## Wioski tematyczne w Polsce
Pierwsze polskie wioski tematyczne powstały w województwie zachodniopomorskim.
(wybór)
- Województwo małopolskie
  - Dulowa w gminie Trzebinia - „Dulowa. Zaginiona Wioska” - Kamienny Szlak Zaginionych Zawodów[1]
  - Głogoczów w gminie Myślenice – „Głogoczów – Wieś jak Dzwon. Twój przystanek w podróży”. Pierwsza w Małopolsce miejscowość tematyczna. Oferuje m.in. quest „ W poszukiwaniu głogoczowskiego skarbu”, a także warsztaty tematyczne dla grup zorganizowanych[2].
  - Ruda Kameralna w gminie Zakliczyn – „Ruda Kameralna – Wioska pozytywnie zakręcona”

- Województwo opolskie
  - Kuniów w gminie Kluczbork – wieś agroturystyczna – rowerowy szlak drewnianych kościołów, przejazdy drezyną
  - Kujakowice Górne w gminie Kluczbork – wieś Kołoczem stojąca, regionalny wypiek, który został wpisany na listę produktów regionalnych UE
  - Maciejów w gminie Kluczbork – wieś miodem płynąca, znajduje się w niej Pasieka Jana Dzierżonia, działalność skupiona wokół pszczelarstwa
  - Pawłowice w Gminie Gorzów Śląski – 'Zielone Pawłowice to kwitnące Opolskie' – wieś kwitnących przydomowych ogrodów, w wiosce znajduje się piękny pałac, który po gruntownym remoncie funkcjonuje jako hotel

- Województwo kujawsko-pomorskie
  - Adamkowo – Ptasia Wioska – położona na skraju Krajny i Borów Tucholskich. Oferuje przydrożne (plenerowe) Muzeum Ptaka (rzeźby ludowe i abstrakcyjne), Aleję Klonową im. Leona Wyczółkowskiego, ornitologiczną ścieżkę edukacyjną, trasę Nordic Walking oraz plenery i warsztaty malarskie[3].
  - Górzno – Wioska Mydlarska[4]
  - Gzin – Wioska Rytuałów[5]
  - Jabłonka – Wioska Jabłoni[6]
  - Jajkowo –[7]
  - Jania Góra – Wioska Chlebowa[8]
  - Krzywogoniec – Wioska Grzybowa, w której organizowane jest Święto Grzyba[9]
  - Macikowo – Wieś Maciejowej Duszy – tematyka zielarska; nawiązanie do lokalnego podania o kowalu Macieju i gęsiareczce Zosi[10]
  - Nowy Sumin – Borowiacka Wioska[11]
  - Piła-Młyn – Wioska Górnicza (w l. 1859-1939 wydobywano tu węgiel brunatny)[12][13]
  - Płonne – Wioska Nocy i Dni – nawiązuje do pobytu w Płonnem Marii Dąbrowskiej; we wsi znajduje się Izba Pamięci Marii Dąbrowskiej[14]
  - Podzamek Golubski – Wioska Orzechowa
  - Węgiersk – Wioska Owocowa[15]
  - Wielki Mędromierz – Wioska Miodowa[16]
  - Wylatowo – tematyka związana z zagadnieniami dotyczącymi UFO (kosmici, kręgi w zbożu)
  - Wysoka – Wioska Cisowa
  - Żalno – Wioska Kwiatowa z ogrodem „Tęczowy zakątek”[17]
- Województwo wielkopolskie
  - Głuchów - Łaciata Wioska
  - Pępowo - Ziołowieś

- Województwo łódzkie
  - Stara Wieś – Wioska Karate „Dojo – Stara Wieś”[18]
  - Domaniew – Wioska Artystyczna

- Województwo świętokrzyskie
  - Bałtów – główną atrakcją Bałtowa jest park dinozaurów oraz szlaki tematyczne. Oferta wioski uzupełniona jest o dodatkowe atrakcje, jak np. spływ tratwą, kajakami, stadnina koni, korty tenisowe i baseny, ale także stok narciarski[19].

- Województwo podlaskie[20][21][22]
  - Ruda – gmina Krypno – Wioska Chleba z Przygodą
  - Krypno Kościelne – Przysiółek Pacowa Chata[23]
    - Góra – gmina Krypno – Rybia Góra
    - Czarna Wieś Kościelna – gmina Czarna Białostocka – Wieś Ducha Puszczy
    - Obrubniki – gmina Dobrzyniewo Duże – Kraina Słowian
    - Janowszczyzna koło Sokółki – wieś z tradycjami
    - Dzięciołówka koło Korycina – Wioska Tematyczna Truskawkowa

- Województwo pomorskie
  - Karwno – powiat bytowski – Wioska Fantazji[24]

- Województwo podkarpackie
  - Kuńkowce – powiat przemyski – Żyjąca Wioska Fantasy[25]

- Województwo warmińsko-mazurskie
  - Suchacz – powiat elbląski – Wioska Kaperska[26]
  - Pogrodzie – powiat elbląski – Wioska Dzieci
  - Kadyny – powiat elbląski – Wioska Cesarska
  - Aniołowo – powiat elbląski – Wioska Aniołów

- Województwo zachodniopomorskie
  - Dąbrowa – Wioska Zdrowego Życia
  - Iwięcino – Wioska Końca Świata[27]
  - Paproty – Wioska Labiryntów i Źródeł
  - Podgórki – Wioska Baśni i Zabawy – tematyka związana z bajkami i rowerami (zajęcia teatralne, warsztat rowerowy)
  - Sierakowo Sławieńskie – Wioska Hobbitów – działalność związana z twórczością Tolkiena

## Wioski tematyczne na świecie
(wybór)
- Niemcy
  - Bröbberow – Meklemburgia-Pomorze Przednie – motyw przewodni stanowią wszelkie oblicza kultury meklemburskiej
  - Nattenheim – Powiat Bitburg-Prüm – wioska czarownic
  - Ingenried – Górna Bawaria – wieś związana z energią słoneczną, panuje tu duch odnawialnej energii
  - Malzhausen – w gminie Langenmosen – Górna Bawaria – wioska tematycznie związana z krowami, kulinarne i rozrywkowe weekendy country, ścieżka historyczna wołów
- Austria
  - Krummnußbaum – Dolna Austria – powiat Melk – wioska związana tematycznie z orzechem
  - Purgstall – wioska tematycznie związana z książką